# Arend Friedrich August Wiegmann
Arend Friedrich August Wiegmann (2 de junio de 1802 - 15 de enero de 1841) fue un zoólogo alemán, aborigen de Braunschweig.
Estudió medicina y filología en la Universidad de Leipzig, y más tarde fue asistente de Martin Lichtenstein (1780-1857) en Berlín. En 1828 es profesor en Colonia, y dos años más tarde fue profesor extraordinario en la Universidad de Humboldt en Berlín.
Weigmann se especializó en el estudio de herpetología, carcinología y de teriología. En 1835, fundó, junto con otros estudiosos, la revista zoológica Archiv für Naturgeschichte, también conocida como "Wiegmann's Archive". Con Johann Friedrich Ruthe (1788-1859) escribió un importante texto sobre zoología llamado Handbuch der Zoologie, y en 1834 Wiegmann publicó Herpetologia Mexicana, una monografía sobre reptiles de México.
- Nota: no confundir con su padre Arend Friedrich Wiegmann (1771-1853), un investigador germano en genética.

## Obra
- Observationes Zoologicae Criticae In Aristotelis Historiam Animalium. Disertación, 39 pp. Berlín 1826 en línea

- Con Johann Friedrich Ruthe. Handbuch der Zoologie, Berlín 1832; continuó Franz Hermann Troschel (en línea, versión 2ª ed. 1843

- Herpetologia Mexicana, Berlin. 34 pp. 1834

- Archiv für Naturgeschichte, primer año 1835

- Synopsis novorum, generum, specierum et varietatum, testaceorum viventium anno 1834 promulgatorum: adjectis iis quae in diariis societatis zoologicae Londinensis ab anno 1830 editis relata sunt. Supplementi loco ad. ill. Wiegmann historiae naturalis promtuarium. Editor F. Nicolai, 256 pp. 1836 en línea

- Die Krankheiten und krankhaften Mib︣ildungen der Gewächse: mit Angabe der Ursachen und der Heilung oder Verhütung derselben, so wie über einige den Gewächsen schädliche Thiere und deren Vertilgung : ein Handbuch für Landwirthe, Gärtner, Gartenliebhaber und Forstmänner. Editor Vieweg, 176 pp. 1839 en línea